# Botão
Botão ist eine portugiesische Ortschaft und ehemalige Gemeinde.

## Verwaltung
Die ehemalige Gemeinde (Freguesia) Botão gehört zum Kreis (Concelho) von Coimbra. Die Gemeinde hatte eine Gesamtfläche von 17,3 km² und 1588 Einwohner (Stand 30. Juni 2011).
Im Zuge der administrativen Neuordnung in Portugal zum 29. September 2013 wurde Botão mit der   Gemeinde Souselas zur neuen Gemeinde União das Freguesias de Souselas e Botão zusammengeschlossen. Hauptsitz der neuen Gemeinde wurde Souselas.